# Площа Українських Героїв
Пло́ща Украї́нських Геро́їв — площа в Шевченківському районі міста Києва, місцевість Нова Забудова. Розташована між вулицями Великою Васильківською, Гетьмана Павла Скоропадського та Євгена Чикаленка.

## Історія
Площа виникла між Шулявською та Великою Васильківською вулицями у другій половині XIX століття. У 1880–90-х роках побутувала неофіційна назва площі — Шулявська. Ця назва походила від Шулявської вулиці, яка 1891 року набула назву Караваєвська, на честь науковця та медика Володимира Караваєва. За деякий час після перейменування вулиці площу також почали називати Караваєвська.
Після того, як 1920 року Караваєвська вулиця набула назву вулиця Толстого, площа на деякий час залишилася безіменною.
З другої половини 1930-х років площу почали називати площею Толстого (або майданом Толстого), а у 1938 році вона офіційно отримала нову назву — площа Л. Н. Толстого. З 1944 року — площа Льва Толстого.
Сучасна назва на честь українських героїв — з березня 2023 року.

## Забудова
Однією із перших відомих споруд площі стала лазня Міхельсона, більш відома як Караваєвська лазня. Заклад діяв з 1877 року у власному будинку купця Фрідріха Міхельсона на розі вулиць Пушкінської та Шулявської. Лазня відзначалася значною охайністю, за що була визнана санітарною комісією міста однією з найкращих у місті.
Повноцінно забудовуватись площа почала наприкінці XIX століття. Однією з перших помітних споруд, що з'явилися тут став будинок Льва Бендерського. Прибутковий дім відомого київського виноторговця було споруджено у 1897—1899 роках за проєктом архітектора Владислава Городецького. На час будівництва будинок виявився найвищою житловою спорудою Києва. Фасад будівлі було пишно декоровано.
У 1914 році на площі пропонувалося встановити пам'ятник Тарасу Шевченку, проте цьому завадив початок війни та протидія з боку міських та урядових органів влади.
У післявоєнний час район площі зазнав значної перебудови. Будинок Бендерського було капітально відремонтовано, внаслідок чого головний фасад будівлі було дуже спрощено і на сьогодні він втратив архітектурну привабливість. У 1981 році відкрилася нова станція метрополітену, а у будівлі, в якій знаходиться наземний вихід зі станції, було розміщено електронно-обчислювальний центр київського метрополітену.
Так само у 1980-х роках було знесено будинок Міхельсона, а на його місці згодом було збудовано один із перших у Києві бізнес-центрів — «Київ-Донбас».
До чемпіонату Європи з футболу 2012 року, на площі Льва Толстого планувалося відбудувати фонтан, що колись тут знаходився, однак ці плани не було втілено у життя.

## Назва
2018 року відбулася перша кампанія з перейменування площі. Громадські активісти наполягали на перейменуванні площі іменем відомого українського мецената Євгена Чикаленка, розраховуючи на поглиблення просвітницької роботи: виступили на двох українських телеканалах — «Київ» і «Центральний», усі інші відмовили. Активістів підтримали часописи «Слово Просвіти», «Нація і держава» та деякі інші малотиражні газети. Проти цієї пропозиції мобілізували своїх читачів, глядачів і виборців відомі київські проросійські портали, два центральних російських телеканали, український нардеп Вадим Рабінович на своєму каналі «NewsOne» та депутатка Київради від «Самопомочі» Олеся Пинзеник. У результаті проти перейменування проголосувало 1813 осіб, а за — 1279.
Питання було знов порушено 2022 року під час повномасштабного російського вторгнення в Україну. За підсумками рейтингового голосування в застосунку «Київ Цифровий», найбільшу кількість голосів набрала пропозиція перейменувати площу на Старокиївську, на другому місці — назвати її іменем видатного державного і громадського діяча, гетьмана України Павла Скоропадського.

## Зображення

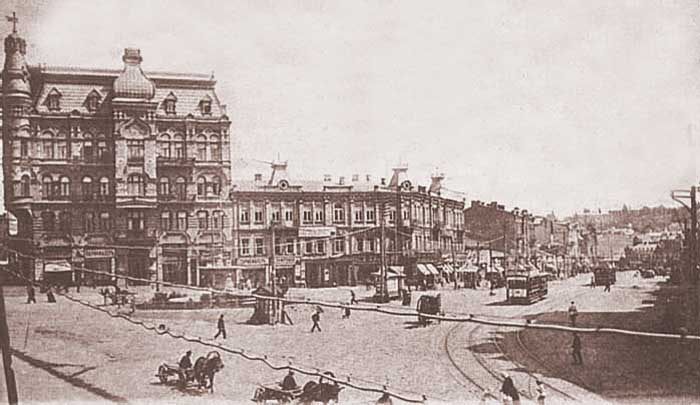
Площа у 1900-х
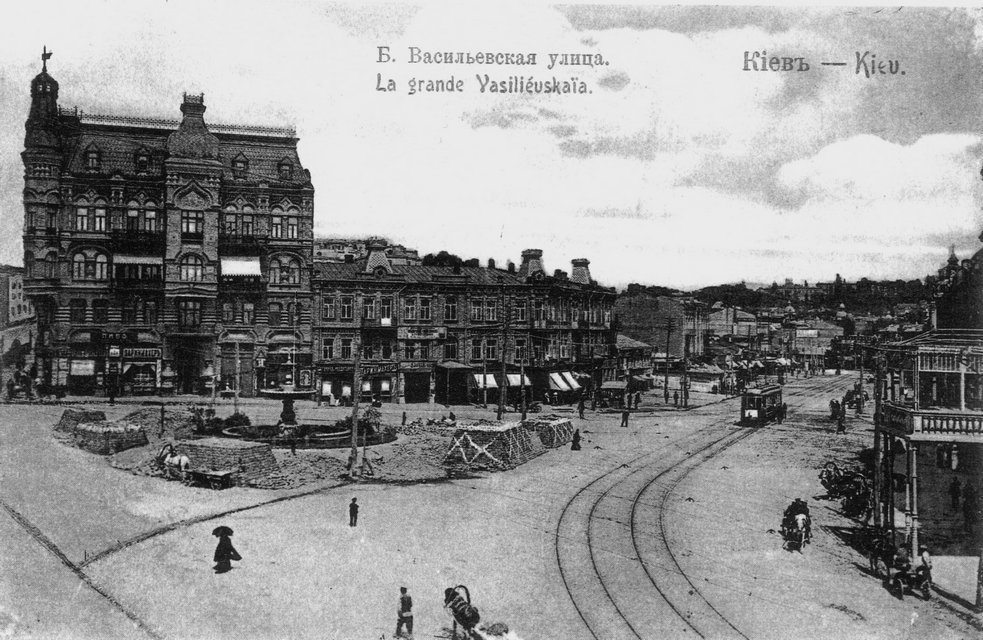
Вид на площу та Велику Васильківську вулицю
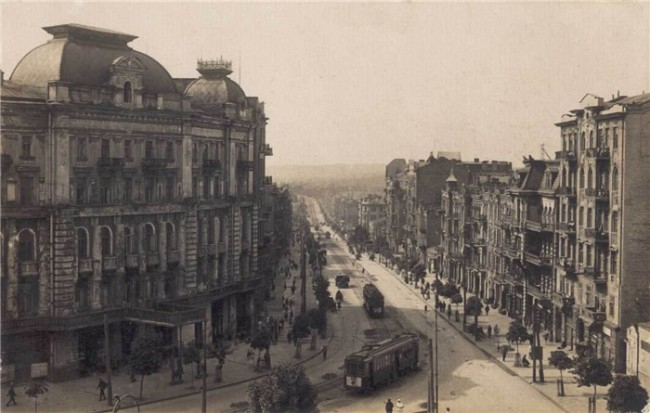
Вид на площу з Великої Васильківської вулиці
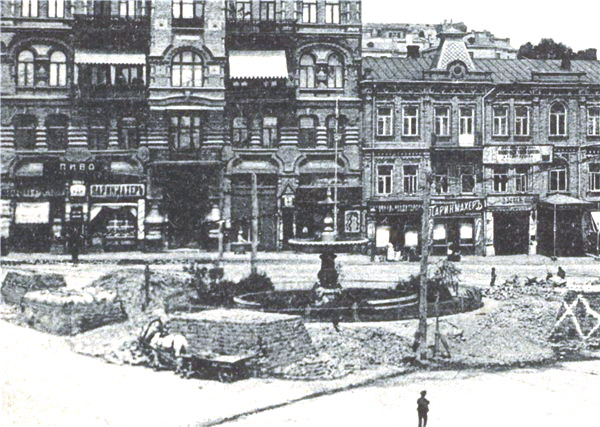
Фонтан
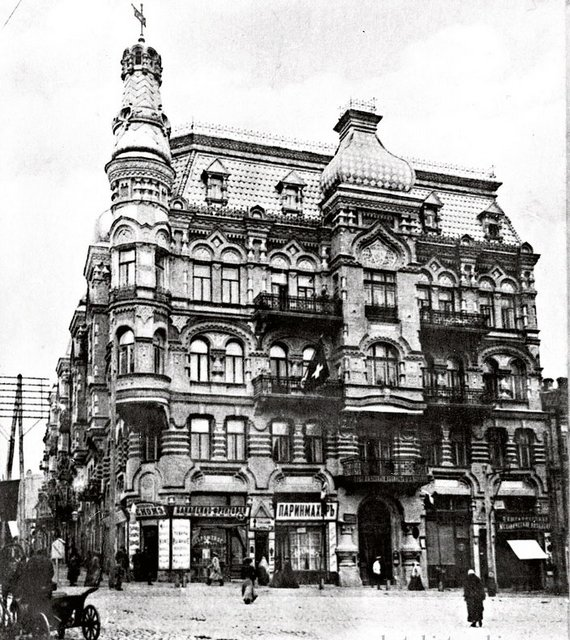
Дохідний будинок Снежко та Хлєбнікової
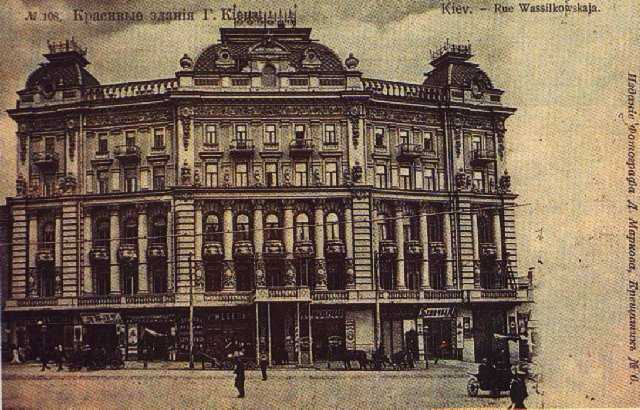
Дохідний будинок Льва Бендерського
Офісна будівля (ліворуч), споруда 1901 року (в центрі), інженерний корпус метрополітену
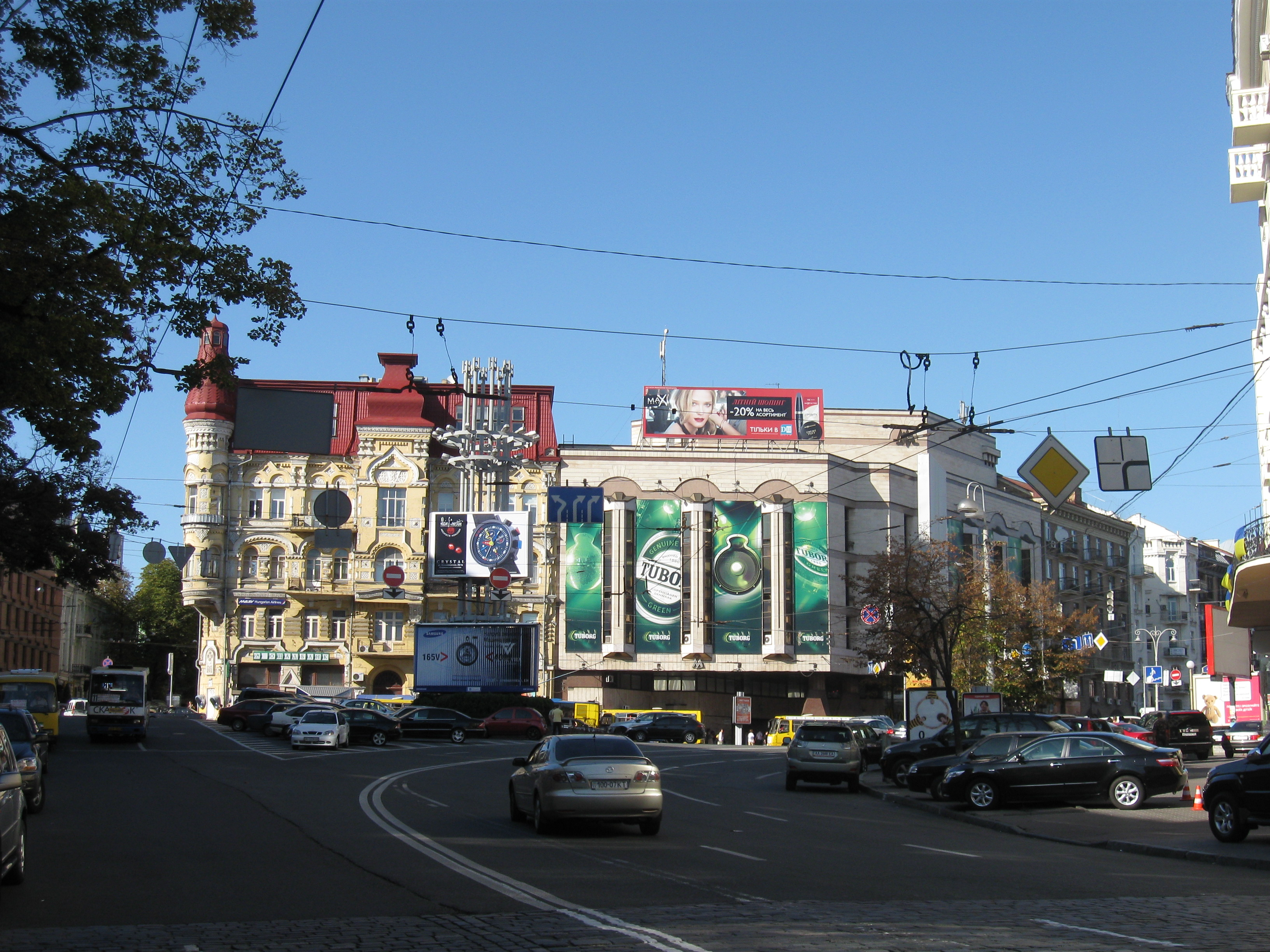
Серпень 2009
Колишня анотаційна дошка на честь Льва Толстого (демонтована невідомими у червні 2022)